# 1656 a tudományban
Az 1656. év a tudományban és a technikában.

## Csillagászat
- Christiaan Huygens felfedezi a Szaturnusz gyűrűit.

## Technika
- Christiaan Huygens elkészíti az első ingás órát.

## Születések
- június 5. - Joseph Pitton de Tournefort botanikus († 1708)
- október 29. - Edmond Halley csillagász († 1742)